# Comuna Jukivți, Jmerînka
Jukivți (în ucraineană Жуківці) este o comună în raionul Jmerînka, regiunea Vinnița, Ucraina, formată din satele Iaroșenka, Jukivți (reședința), Petrivka, Șciuciînți și Sidava.

## Demografie
Componența lingvistică a satului Jukivți
     Ucraineană (90,85%)
     Rusă (8,93%)
     Alte limbi (0,16%)
Conform recensământului din 2001, majoritatea populației satului Jukivți era vorbitoare de ucraineană (90,85%), existând în minoritate și vorbitori de rusă (8,93%).